# Segregationseis
Segregationseis ist eine Form von Bodeneis, das durch Gefrieren von sich verlagerndem Porenwasser entsteht. Es bildet klar abgegrenzte, schichtartige Strukturen, häufig liegt es in Form von Eislinsen vor, die meist mit bloßem Auge zu erkennen sind. Die Stärke der Schichten kann nur wenige Millimeter betragen oder auch mehr als 10 Meter. Es findet sich in verschiedenen Arten von Böden, mineralischen oder organischen, bevorzugt bildet es sich in feingranularem, feuchtem Untergrund.
Segregationseis ist von Injektionseis zu unterscheiden. Letzteres ist im Vergleich zum Segregationseis relativ rein und klar. Die Schichtung des Segregationseises ist im Gegensatz zu der des Injektionseises parallel zur Gefrierfront, was auch an eingelagerten Bodenpartikeln oder Luftblasen erkennbar ist. In der Praxis ist die Unterscheidung aber oft schwierig.
Das meiste Segregationseis bildet sich durch Frosthub. Durch einen thermodynamischen Prozess, bei dem auch Kapillareffekte eine Rolle spielen, verlagert sich Porenwasser in Richtung der Gefrierfront – also in der Regel nach oben – und sammelt sich in Form von Eislinsen. Ein anderer Typ von Segregationseis sind netzartige Eisvenen (engl.: retinculated ice-veins), die sich durch Gefrieren von Porenwasser bilden, wenn dieses in Trocknungs- oder Schrumpfungsrisse eindringt.